# Don Revie
Donald George 'Don' Revie (Middlesbrough, 10 de julho de 1927 — Edimburgo, 26 de maio de 1989) foi um futebolista britânico que jogou por times como: Leicester City, Hull City, Sunderland, Manchester City e Leeds United. Após dirigir o Leeds United (1961–1974) Don Revie treinou a Seleção Inglesa de Futebol de 1974 até 1977. Mais tarde, foi para o Oriente Médio onde atuou como técnico em dois clubes e uma seleção árabe,que não deu certo na seleção inglesa e seu arco rival Brian Clough.
'Don' Revie acumulou diversos títulos em sua longa passagem pelos Leeds, que durou 13 anos (1961 até 1974). Foi campeão da Segunda Divisão inglesa em 1963-64 e sagrou-se bicampeão inglês sob comando do Leeds nas temporadas 1968-69 e 73-74, além de ter conquistado a FA Cup em 1972. Foi, durante um tempo, arquirrival de Brian Clough, que comandava o Derby County. A rivalidade dos dois técnicos virou filme, o The Damned United (Maldito Futebol Clube, no Brasil).

## Títulos
Individual
Como treinador do Leeds
- Segunda Divisão Inglesa: 1963–64
- Campeonato Inglês: 1968–69, 1973–74
- Vice-campeão inglês: 1964–65, 1965–66, 1969–70, 1970–71, 1971–72
- FA Cup: 1972
- Vice-campeão FA Cup: 1965, 1970, 1973
- Copa da Liga lnglesa: 1968
- Supercopa da Inglaterra: 1969

Como treinador da Inglaterra
- British Home Championship: 1974–75
- Vice-campeão da British Home Championship: 1975–76